# Farnost Evangelické církve metodistické v Mikulově
Farnost Evangelické církve metodistické v Mikulově je místní společenství Evangelické církve metodistické, působící v jihomoravském městě Mikulově a také ve Valticích.
Vznikla v polovině 20. století návratem krajanů z české vesnice Vojvodovo v severozápadním Bulharsku, kterou založili v roce 1900 ti, kdo pro nedostatek vody odešli ze Svaté Heleny (Banát). Po celou dobu života mimo vlast si tito lidé zachovali český jazyk i víru v Boha. V Bulharsku se připojili k metodistům.
Po přestěhování do Československa (1949/1950) vznikla v Mikulově nová farnost s dvěma sbory a čtyřmi kazatelskými stanicemi. Na začátku 50. let měla farnost i s dětmi přibližně 400 členů. V době čtyřicetileté náboženské nesvobody mnozí od víry odpadli. Po pádu železné opony v roce 1989 nastalo ve farnosti duchovní oživení. V roce 1991 přišel kazatel bratr Jan Zajíc. Každoročně se pořádaly veřejné stanové evangelizace a farnost omládla. Ve dvou sborech – Valtice a Mikulov – je kolem 70 aktivních členů zahrnujících všechny generace.

## Bohoslužebná shromáždění
Bohoslužby jsou ve Valticích v 9 hodin a v Mikulově v 10.30.